# Markuskirche (Landeck)

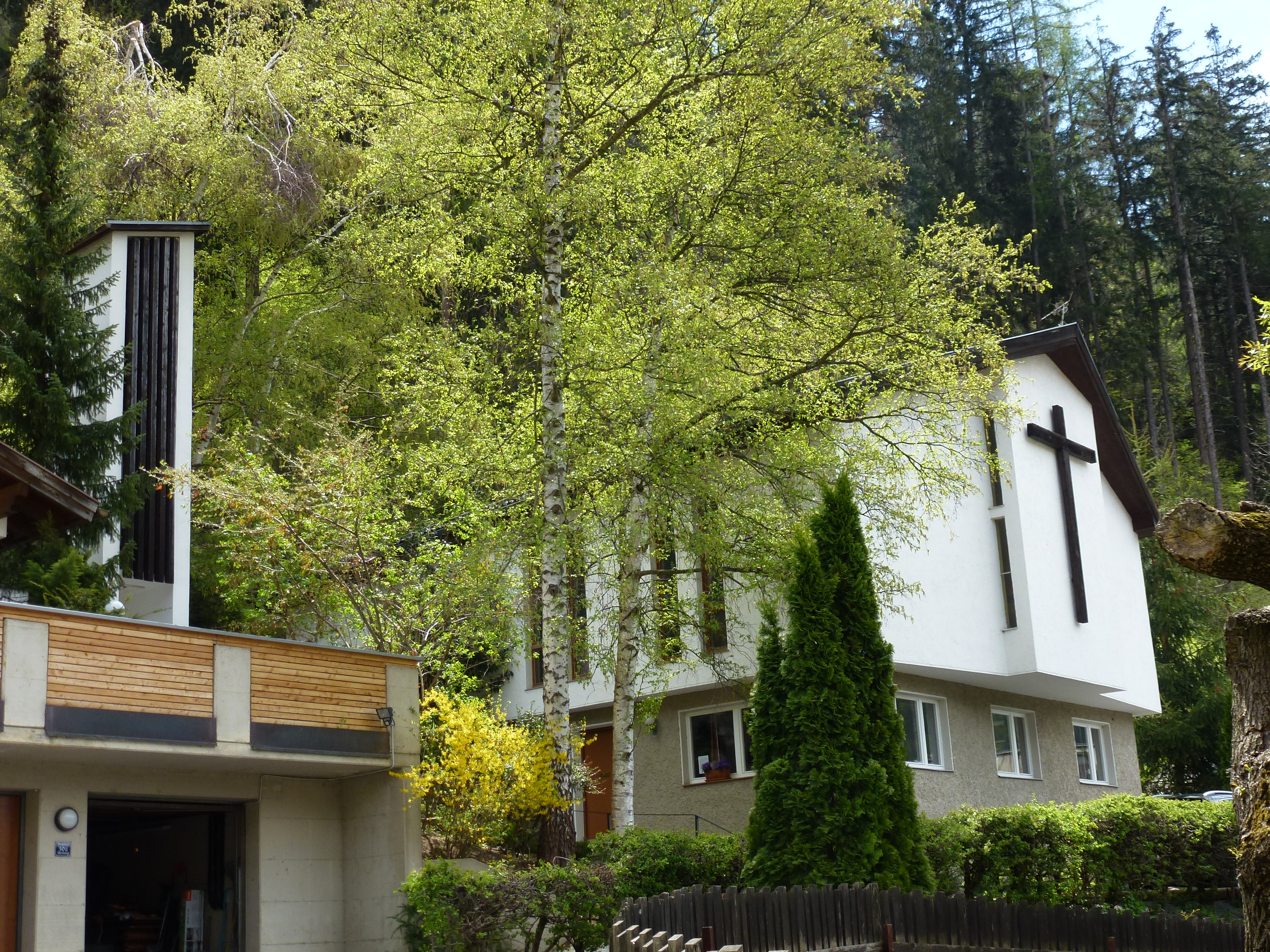
Markuskirche in Landeck, 2012

Die Markuskirche ist die evangelisch-lutherische Pfarrkirche von Landeck. Sie gehört der Evangelischen Superintendentur A. B. Salzburg und Tirol an.

## Geschichte
Die Grundsteinlegung der von Ernst Strizel erbauten Markuskirche fand 1964 statt, ihre Einweihung am 25. April, dem Markustag des Jahres 1965, seit 1968 ist Landeck eine eigenständige Gemeinde. Während die Pfarrerswohnung ursprünglich im Untergeschoß des Kirchenbaus untergebracht war, erfolgten 1988 durch Gerhard Strizel die Errichtung eines selbständigen Pfarrhauses seitlich der Kirche und ein Umbau der ehemaligen Wohnung zu einem Gemeindesaal und Jugendraum. Der in exponierter Lage am Waldrand über dem Ort gelegene Kirchenbau ist eine über einem Sockelgeschoß errichtete Saalkirche mit einem als Erker vortretenden, von seitlichen Fensterschlitzen beleuchteten Altarraum und seitlich stehendem Glockenturm. Das Innere des von steilen Fensterpaaren belichteten Saalraums wird von der weitgespannten vertäfelten Decke bestimmt.